# Trova

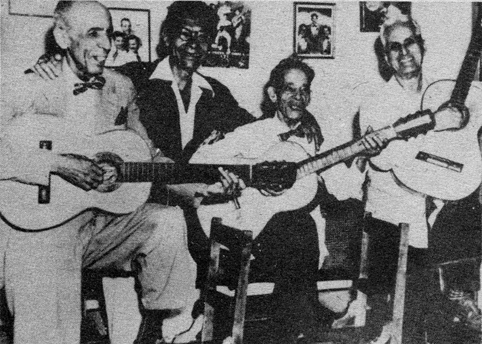
Quatre grands de la Trova

La trova est un style de chansons et de musiques traditionnelles qui abonde dans de nombreuses régions du monde. Il faut garder à l'esprit que la trova n'est pas un genre musical en soi mais un condensé de plusieurs. Chaque région exprime des sentiments populaires de sa région, et en général ce type de chant est soutenu par une musique parfois simple. C'est aussi l'une des sources de la musique cubaine, des chansons avec des paroles poétiques qui racontent une histoire d'amour, de critique ou de contenu socio-politique. Son origine est humble car elle est liée aux personnes des métiers manuels tels que les couturiers, les cigariers, les tailleurs, les cordonniers et les barbiers ; Des bohèmes souvent sans formation musicale académique mais avec une grande intuition pour capter ce qui se passe et le chanter.

## Trova cubaine
Vers 1850, à Santiago de Cuba apparaissent les trovadores, auteurs-interprètes qui chantent seuls, en duo, ou trio, des habaneras, des puntos guajiros, des guarachas, ou boléros et qui souvent vont de ville en ville. La raison pour laquelle le terme « troubadour » a commencé à être lié aux chanteurs cubains à la fin du XIXe siècle n'est pas très claire, bien qu'il soit peut-être lié à la figure de Francisco Poveda y Armenteros (1796-1881), connu sous le nom de « Le troubadour cubain" et qu'il est la principale référence de la poésie populaire créole,.
Des noms se démarquent parmi tant d'autres tels que José (Pepe) Sánchez, Sindo Garay, Alberto Villalón, Rosendo Ruiz, Patricio Ballagas, Manuel Corona, créateurs de boléros, chants, guarachas, habaneras. Les musiciens de Trova ont joué un rôle important dans l'évolution de la musique populaire cubaine. Collectivement, ils ont été prolifiques en tant que compositeurs et ont fourni un début à de nombreux musiciens ultérieurs dont la carrière s'est déroulée dans des groupes plus larges. Sur le plan social, ils ont atteint toutes les communautés du pays et ont contribué à diffuser la musique cubaine à travers le monde 
La nueva trova cubaine est l'une des facettes les plus intéressantes de la culture musicale cubaine. Après l'ancienne trova cubaine du milieu du XXe siècle , la nouvelle trova cubaine a émergé, dont Silvio Rodríguez et Pablo Milanés sont les représentants les plus connus. Il est basé principalement sur la guitare et la voix, et les paroles ont un contenu social lié à la révolution socialiste qui a commencé en 1959. Prenant comme référence principale la figure de Carlos Puebla, véritable chroniqueur musical du processus de la révolution cubaine, les jeunes auteurs-compositeurs-interprètes ont développé une carrière musicale où le contenu social et la sophistication interprétative ont joué un rôle important. À l'écoute de la jeunesse, de la quotidienneté, de la vie sociale, la nueva trova se caractérise par une recherche littéraire, poétique et par un langage musical influencé par différents styles : trova, son cubain, variété, folk, jazz, pop, et rock. Haydée Santamaría est le créateur et un sponsor de ce mouvement.
Ces registres, adaptés, se retrouvent également dans d'autres pays d'Amérique Latine ; ainsi, au Chili, la trova chilena est notamment représentée par le duo Schwenke y Nilo.
À Santiago de Cuba se trouve la Casa de la Trova, où se retrouvent les chanteurs et les musiciens. Les chanteurs sont accompagnés de guitares.

## Trova yucatèque
On connaît en particulier la trova yucateca (es), dans la péninsule du Yucatán au sud-est du Mexique.
Les rythmes de cette trova yucateca sont issus du bambuco colombien, ainsi que du boléro et du clave cubains.

## Trova péruvienne
Au Pérou, la trova commence avec Chabuca Granda, et se caractérise par des mélodies simples et de belles paroles. Une trova bien connue est le huayno Flor de retama du troubadour Ricardo Dolorier, qui fait référence à un massacre perpétré en 1969 par les Forces armées péruviennes, alors au gouvernement, contre une manifestation étudiante. Les plus connus sont Jorge Millones (1972 -), Caroline Cruz (1974 -) et Enrique Mesías (1977-). Dans la ville de Cusco, il y a plusieurs troubadours, tels que Yuri Boluarte, Camilo Félix, Darwin Carpio, Ricardo Castro, Franco Cáceres,.